# Roller Trio
Het Roller Trio is een Brits jazztrio dat werd opgericht door drie studenten van het Leeds College of Music in 2011. De muziek is een vorm van jazzrock met nu jazz-invloeden. De nummers zijn veelal een combinatie van een groove neergezet door drummer Luke Reddin-Williams en gitarist Chris Sharkey, met een solerende James Mainwaring op saxofoon.
Het eerste album Roller Trio van de band verscheen in 2012 by Edition Records en werd genomineerd voor de Mercury Prize. 

## Discografie
- Roller Trio (2012)
- Live at Jazz in the Round (2012)
- Fracture (2014)
- Live in Rotterdam (2014)
- New Devices (2018)